# 北島郵便局
北島郵便局（きたじまゆうびんきょく）は徳島県板野郡北島町にある郵便局。民営化前の分類では集配普通郵便局であった。

## 概要
住所：〒771-0299 徳島県板野郡北島町江尻字柳池16-4
民営化直前の集配業務再編において、多くの集配普通郵便局は統括センターとなったが、当局は配達センターとされたため、民営化後も郵便事業株式会社の支店は併設されず、集配センターが併設された。

### 出張所（局外ATM）
すべて民営化に伴い、ゆうちょ銀行松山支店に移管されている。
- フジグラン北島内出張所

## 沿革
- 1965年（昭和40年）8月22日 - 電話の加入および料金に関する簡易な事務を除く電話交換業務を、徳島電話局に移管[1]。
- 1969年（昭和44年）3月8日 - 松茂郵便局から和文電報配達業務を移管。
- 1974年（昭和49年）4月1日 - 北島町中村から同町江尻に移転。
- 1977年（昭和52年）2月1日 - 特定郵便局から普通郵便局に局種別改定。
- 1978年（昭和53年）9月1日 - 電話の加入および料金に関する簡易な事務ならびに和文電報配達事務を、徳島電報電話局に移管。
- 1988年（昭和63年）11月1日 - 北村簡易郵便局の廃止に伴い、取扱事務を承継。
- 2000年（平成12年）8月14日 - 外国通貨の両替および旅行小切手の売買に関する業務取扱を開始。
- 2007年（平成19年）10月1日 - 民営化に伴い、併設された郵便事業徳島支店北島集配センターに一部業務を移管。
- 2012年（平成24年）10月1日 - 日本郵便株式会社発足に伴い、郵便事業徳島支店北島集配センターを北島郵便局に統合。

## 取扱内容
- 郵便、印紙、ゆうパック、内容証明
- 貯金、為替、振替、振込、国際送金、国債、投資信託
- 生命保険、バイク自賠責保険、自動車保険、がん保険、引受条件緩和型医療保険、変額年金保険
- ゆうちょ銀行ATM
- 板野郡北島町内および同郡松茂町内の集配業務

## 周辺
- 北島町役場
- 北島町立北島中学校
- 北島町立北島小学校
- 今切川

## アクセス
- JR高徳線 勝瑞駅から東へ約2.2km（徒歩約26分）
- 徳島バス 南中村停留所下車
- 徳島自動車道 徳島ICから北西へ約4km、神戸淡路鳴門自動車道・高松自動車道 鳴門ICから南西へ約7km
- 駐車場あり：6台